# Martin Vidnovic
Martin Vidnovic (Falls Church, 4 gennaio 1948) è un attore e cantante statunitense.

## Biografia
Fece il suo debutto a Broadway nel 1976 con il musical Homer Sweet Homer; lo show fu un clamoroso fiasco rimasto in cartellone per una sola replica, ma fece conoscere Vidnovic a Yul Brynner, che lo avrebbe voluto con sé l'anno dopo nella tournée e nel revivaldi Broadway di The King and I nel ruolo di Lun Tha. Nel 1979 recitò ancora a Broadway in Oklahoma!, in cui interpretava l'antagonista Jud Fry, mentre l'anno successivo ottenne una candidatura al Tony Award al miglior attore protagonista in un musical per la sua interpretazione di Tommy Albright in Brigadoon. Nel 1984 vinse invece il Drama Desk Award al miglior attore non protagonista in un musical per il musical Baby; questa fu la sua terza candidatura al Drama Desk Award, dopo aver ricevuto due nomination per Oklahoma! e Brigadoon. Dopo quasi dieci anni di assenza, nel 1993 tornò a Broadway per interpretare il protagonista Sky Masterson in Guys and Dolls e sempre negli anni novanta recitò a Broadway in A Grand Night for Singing (1993), King David (1997) e Footloose (1998).
Oltre alle sue numerose apparizioni a Broadway, Vidnovic ha recitato in diversi allestimenti regionali e tournée nazionali di musical di successo, tra cui Camelot a Houston (1974), Kismet a Los Angeles (1976), Sweet Charity a Pittsburgh (1987) e Carousel a St. Louis (1988). Venti anni dopo aver recitato nella versione teatrale a Broadway, nel 1998 ha prestato la voce al personaggio del Re del Siam nel film d'animazione Il re ed io; nel 2004 è tornato a interpretare il ruolo del monarca nel tour statunitense del musical di Rodgers & Hammerstein. Inoltre ha ricoperto ruoli di rilievo in allestimenti di alto profilo di The Light in the Piazza a Mountain View (2010), Sunset Boulevard a Salt Likes City (2011) e La famiglia Addams nel tour nazionale (2011).
Dal breve matrimonio con la vocal coach Linda Wonneberger verso la fine degli anni settanta ha avuto la figlia Laura Benanti.

## Filmografia

### Televisione
- Aspettando il domani (Search for Tomorrow) – serie TV, 2 episodi (1984)
- Fuori nel buio (Out of the Darkness) – film TV, regia di Jud Taylor (1985)

### Doppiaggio
- La bella e la bestia - Un magico Natale (Beauty and the Beast - The Enchanted Christmas), regia di Andy Knight (1997)
- Il re ed io (The King and I), regia di Richard Rich (1999)

## Doppiatori italiani
Come doppiatore in italiano è stato sostituito da:
- Luca Biagini ne Il re ed io